# 齿纹双带蛤
齿纹双带蛤（学名：Semele crenulata），是帘蛤目唱片蛤科唱片蛤属的一种。主要分布于越南、南海、印度尼西亚、中国大陆、台湾，常栖息在潮间带、泥沙质的海底。